# Kasomalang Kulon
Kasomalang Kulon is een bestuurslaag in het regentschap Subang van de provincie West-Java, Indonesië. Kasomalang Kulon telt 6911 inwoners (volkstelling 2010).